# 필리포 그란디

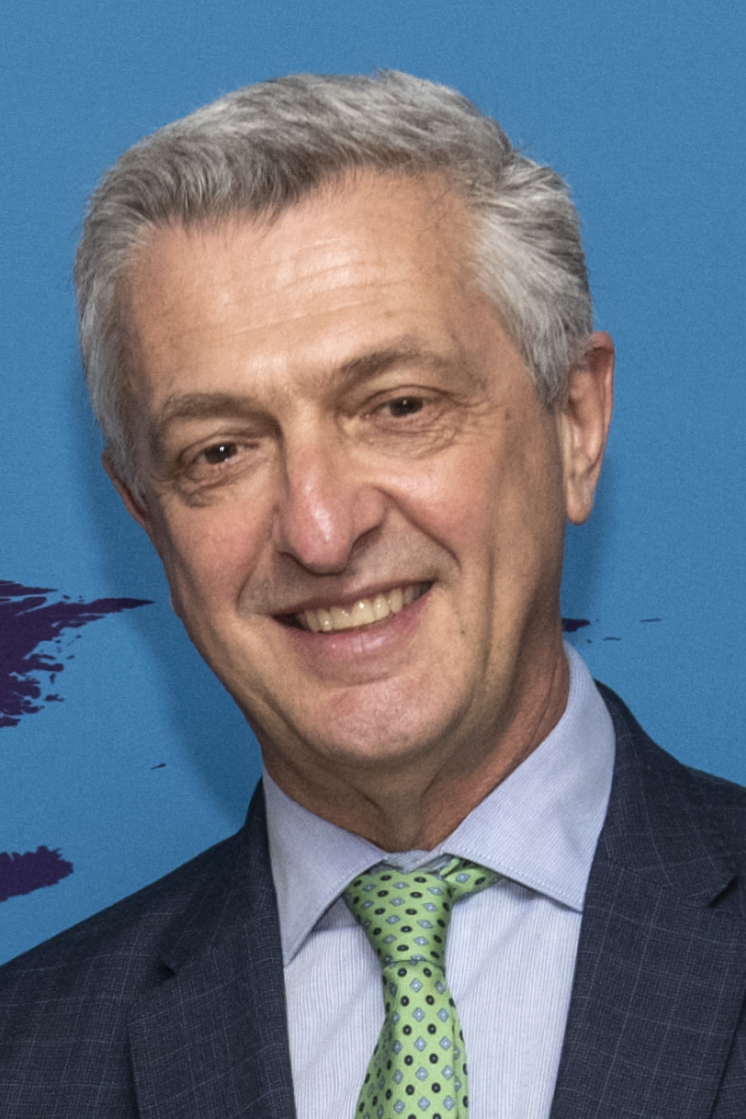
2019

필리포 그란디(Filippo Grandi, 1957년 3월 30일 ~ )는 이탈리아의 외교관이자 유엔 난민 기구의 공무원이다.
한때 유엔 팔레스타인 난민 구호 사업 기구(UNRWA)의 상임사절(Commissioner-General), 아프가니스탄의 유엔 분쟁 특별 대표를 역임했다.